# Аріана Нідерландська
Її Королівська Високість Аріана, принцеса Нідерландів і принцеса Оранська-Нассау (нід. Prinses Ariane, prinses der Nederlanden, prinses van Oranje-Nassau; нар. 10 квітня 2007 року, Гаага) — третя і наймолодша донька короля Нідерландів Віллема-Олександра і королеви Максими, наймолодша онука принцеси Беатрікс. Посідає третє місце в лінії успадкування престолу Нідерландів (після двох старших сестер — Катаріни-Амалії, яка народилася 7 грудня 2003 року, та Алексії, яка народилася 26 червня 2005 року).

## Біографія
Принцеса Аріана Вільгельміна Максима Інес народилася 10 квітня 2007 року у 21:56 за місцевим часом у шпиталі Броново в Гаазі (Нідерланди). Новонароджена важила 4135 грам і мала зріст 52 см. При народженні вона отримала титул принцеси Нідерландів і принцеси Оранської-Нассау. Того ж дня прем'єр-міністр Нідерландів Ян Петер Балкененде зробив офіційне звернення до нідерландців, повідомивши про народження принцеси. Наступного ранку її батько, Віллем-Олександр, тоді ще наслідний принц, виступив із новонародженою донькою по телебаченню. 13 квітня, під час офіційної реєстрації народження, оголосили повне ім'я новонародженої.
Хрещення принцеси Аріани відбулося 20 жовтня 2007 року в Гаазі, у церкві Клостеркерк (Kloosterkerk). Таїнство хрещення здійснював вікарій Деодат ван дер Бон (Deodaat van der Boon), хрещениця носила крижмо королеви Вільгельміни, яку хрестили в ньому у 1880 році. На церемонії були присутні близько 850 гостей. Хресними принцеси стали наслідний Великий герцог Люксембургу Гійом, Інес Сорреґ'єта — сестра королеви Максими, Валерія Дельгер — подруга матері, барон Тіджо Кооло д'Ескюре — друг короля Віллема-Олександра, та Антон Фрілінг — друг родини. Принцеса отримала наступні офіційні імена:
- Аріана — це ім'я прододовжило традицію її батьків давати своїм дітям імена на літеру А;
- Вільгельміна — на честь своєї прапрабабусі королеви Вільгельміни;
- Максима — на честь прабабусі її матері та на честь матері;
- Інес — на честь її хрещеної матері та тітки по материнській ліній Інес Сорреґ'єти.

2 травня 2007 року принцесу Аріану госпіталізували у Медичний центр Лейденського університету із підозрою на легеневе захворювання. Після надання медичної допомоги Аріану виписали з лікарні 5 травня. 13 червня 2007 року принц Віллем-Олександр і принцеса Максима опублікували офіційну подяку «не тільки тим, хто поздоровив їх із народженням доньки, а й тим, хто присилав її побажання скорішого одужання». За словами батьків Аріани вони отримали близько 30 000 листів від доброзичливців.
8 жовтня 2009 року принцеса Аріана знову потрапила у лікарню через респіраторну інфекцію.
Принцеса Аріана мешкає разом із батьками та сестрами у містечку Вассенаар, між Лейденом і Гаагою, у віллі Eikenhorst в маєтку De Horsten. 11 квітня 2011 року Аріана почала навчання у державній початковій школі Bloemcampschool, де навчалися її старші сестри.
Принцеса володіє нідерландською та англійською, трохи розмовляє іспанською. Хобі — верхова їзда, хокей, малювання, гра на гітарі та джаз-балет.